# Pereskiopsis kellermanii
Pereskiopsis kellermanii ist eine Pflanzenart in der Gattung Pereskiopsis aus der Familie der Kakteengewächse (Cactaceae). Das Artepitheton kellermanii ehrt den US-amerikanischen Botaniker und Mykologen William Ashbrook Kellerman (1850–1908). Ein spanischer Trivialname ist „Cola Lagarto“.

## Beschreibung
Pereskiopsis kellermanii wächst strauchig, ist anlehnend bis kletternd und erreicht Wuchshöhen von 4 bis 5 Meter. Die Seitenzweige verzweigen im rechten Winkel zu den Hauptzweigen. Die schwachen und krautigen, kahlen Trieben sind anfangs grün und werden im Alter dunkler. Sie erreichen einen Durchmesser von bis zu 2 Zentimeter. Die verkehrt eiförmige bis verkehrt lanzettlichen oder elliptischen Blattspreite, der leuchtend grünen und kahlen Laubblätter ist deutlich länger als breit. Sie ist 2,5 bis 5 Zentimeter lang und 2 bis 2,5 Zentimeter breit. Die kreisrunden Areolen sind mit weißen Haaren und reichlich rötlichen, bis 4 Millimeter langen Glochiden besetzt. Die ein bis drei, kräftigen, schwarzen, im Alter vergrauenden Dornen, die manchmal fehlen und am Stamm meist zahlreicher sind, werden 1 bis 4 Zentimeter lang.
Die gelben Blüten erreichen einen Durchmesser von 4,5 bis 5,6 Zentimeter und sind 4 bis 6 Zentimeter lang. Ihr Perikarpell ist mit Glochiden besetzt, trägt aber keiner Dornen. Die kahlen, kreiselförmigen, gelben Früchte werden rot. Sie sind 2,5 bis 6 Zentimeter lang und erreichen einen Durchmesser von 0,8 bis 1,8 Zentimeter.

## Verbreitung, Systematik und Gefährdung
Pereskiopsis kellermanii ist in den mexikanischen Bundesstaaten  Campeche, Chiapas, Morelos, Oaxaca, Veracruz und Yucatán sowie Guatemala bis in Höhenlagen von 1250 Metern verbreitet.
Die Erstbeschreibung erfolgte 1907 durch Joseph Nelson Rose.  Ein nomenklatorisches Synonym ist Grusonia kellermanii (Rose) G.D.Rowley (2006). 
Taxonomische Synonyme sind Pereskiopsis scandens Britton & Rose (1923) und Pereskia scandens (Britton & Rose) Standl. 1930.
In der Roten Liste gefährdeter Arten der IUCN wird die Art als „Least Concern (LC)“, d. h. als nicht gefährdet geführt. Die Entwicklung der Populationen wird als stabil angesehen.

## Nachweise